# Zona ripária

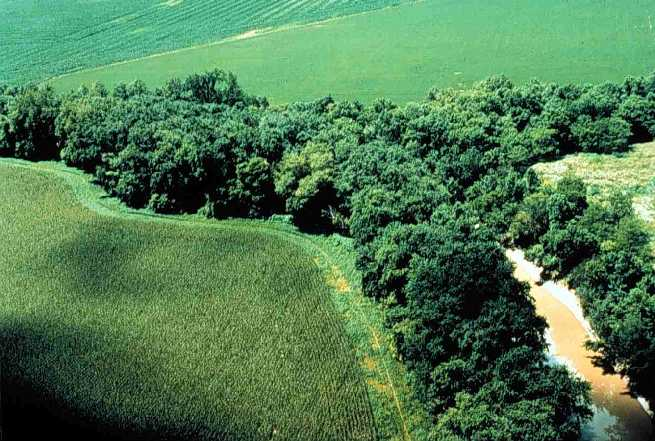
Uma zona ribeirinha bem preservada em um rio tributário do lago Erie, EUA.

Designa-se como zona ripária, zona ripícola (do latim ripa: 'margem', 'ribanceira') ou zona ribeirinha um bioma que se distingue pela interação entre vegetação, solo e um curso d'água. Sua extensão é, horizontalmente, até o alcance da área de inundação do curso d'água e, verticalmente, do regolito (abaixo) até o topo da copa da floresta (acima). Na região do leito ativo (molhado) do canal, a zona ripária estende-se, verticalmente, desde a superfície livre de água até o fundo da zona hiporreica (zona de transição entre a água subterrânea e a água superficial, normalmente constituída pelos sedimentos transportados pelas massas de água superficial). Tecnicamente, as zonas ripárias são tratadas como biomas, ou seja, conjuntos de ecossistemas.
A vegetação existente ao longo das margens dos rios é chamada de vegetação ripária e constitui-se de plantas hidrófilas. É importante tanto para a conservação do solo e dos ecossistemas terrestres quanto para a preservação da biodiversidade dos ecossistemas aquáticos. 
As zonas ripárias ocorrem em várias formas, incluindo pastagens, florestas, zonas úmidas (áreas de pântanos, charcos, pauis, sapais, turfas ) ou até mesmo não-vegetativa. Em algumas regiões os termos bosque, mata ciliar ou faixa ribeirinha são utilizados para caracterizar uma zona ripária.
Uma floresta ou mata ripícola é aquelas cujas plantas crescem principalmente ao longo de um curso de água ou cujas raízes alcançam a franja capilar, que é uma zona estreita na qual a água está em movimento constante pela ação da capilaridade (movimento ascendente) ou pela força da gravidade (movimento descendente).
A vegetação ripária ou ripícola pode ser subdividida em vários tipos:
- Floresta de galeria, quando as copas das árvores das duas margens se tocam;
- Floresta ciliar, quando as copas das árvores das duas margens não se tocam; e
- Floresta paludícola, quando situada em solo permanentemente encharcado, como o das zonas úmidas.